# Актогай (Павлодарская область)
Актогай (каз. Ақтоғай, до 1993 г. — Краснокутск) — село в Актогайском районе Павлодарской области Казахстана. Административный центр и единственный населённый пункт Актогайского сельского округа. Код КАТО — 553230100.

## Географическое положение
Село расположено на левом берегу Иртыша, в 105 км северо-северо-западнее Павлодара.

## История
Село основано 1907 году, первое название Ветловая гора. 7 октября 1993 года село Краснокутск переименовано в село Актогай.

## Население
В 1999 году население села составляло 4800 человек (2376 мужчин и 2424 женщины). По данным переписи 2009 года, в селе проживало 4000 человек (1912 мужчин и 2088 женщин).
На начало 2019 года население села составило 3798 человек (1945 мужчин и 1853 женщины).

## Религия
В селе есть два религиозных учреждения: Мечеть Жандарбек-кожа (каз. Жандарбек-қожа мешіті) и Православный Свято-Пантелеймоновский храм.

## Образование
В Актогае есть две общеобразовательные школы: школа имени Абая, с казахским языком обучения; школа имени Махмета Кайырбаева, со смешанным языком обучения, два детских сада «Айгөлек», «Ақбота», школа искусств, Центр творчества школьников.

## Культура и искусство
Кружок домбры, фортепиано, танцевальные и вокальные кружки — все это есть в школе искусств Актогайского района! Молодые ребята, воспитанники школы искусств часто радуют своим творчеством жителей района и области, показывая своё мастерство в игре на музыкальных инструментах.
В многонациональном Актогае и этно-культурные объединения не остаются в стороне. Татаро-башкирский, чечено-ингушский, украинский, болгарский, греческий, узбекский этно-культурные объединения дружно организовывают концерты, знакомя актогайцев с культурой своего народа.

## Спорт
Актогай является одним из самых спортивных сел области. В Актогайском районе хорошо развит спорт. В селе Актогай есть ДЮСШ «МИР», физкультурно-оздоровительный комплекс. В ДЮСШ действуют секции вольной борьбы, хоккея, легкой атлетики, баскетбола, футбола, лыжного спорта. Воспитанники Актогайского ДЮСШ показывают хорошие результаты на областных и республиканских соревнованиях. Ежегодно в селе проводят областные чемпионаты по вольной борьбе, баскетболу, лыжным гонкам и настольным играм.

## Улицы
Актогайские улицы носят имена известных людей:
— улица Серикбая Муткенова (Герой Советского Союза, участник Великой Отечественной войны)
— улица Павла Дубового (Герой Советского Союза, участник Великой Отечественной войны)
— улица Махмета Каирбаева (Герой Советского Союза, участник Великой Отечественной войны)
— улица Абая
— улица Каныша Сатпаева
— улица Естая